# JazzTimes
A JazzTimes a dzsesszzenének szentelt amerikai magazin. Az évente 10 alkalommal megjelenő kiadványt 1970-ben Washingtonban hozta létre Ira Davidson Sabin Radio Free Jazz hírleveleként.
Az előfizetések számának egy évtizedes növekedése, a szerzői kör bővülése és a nemzetközivé válás után a Radio Free Jazz 1980-ban JazzTimes-ra változtatta a nevét.
1990-ben a JazzTimes magas színvonalú grafikai tervezést vezetett be. A magazin hang- és videokiadásokat, koncerteket, szakkönyveket, útmutatót ismertet zenészek, események, lemezkiadók és zeneiskolák számára.
A Rolling Stone, a Melody Maker és a Mojo közreműködik a magazin munkájában.

## Fordítás
Ez a szócikk részben vagy egészben  a   JazzTimes című angol Wikipédia-szócikk ezen változatának fordításán alapul.  Az eredeti cikk szerkesztőit annak laptörténete sorolja fel. Ez a jelzés csupán a megfogalmazás eredetét és a szerzői jogokat jelzi, nem szolgál a cikkben szereplő információk forrásmegjelöléseként.